# Јанис Калицакис
Јанис Калицакис (грч. Γιάννης Καλιτζάκης; Елефсина, 10. фебруар 1966) бивши је грчки фудбалер.

## Каријера
Играо је на позицији одбрамбеног играча. Каријеру је започео у редовима Панелефсинијакоса, а потом је играо шест месеци за Дијагорас из Родоса. Године 1987, прешао је у Панатинаикос, где је остао целу деценију. Саиграчи су му били познати грчки фудбалери тог времена, између осталих, Димитрис Саравакос, Никос Сарганис, Кристоф Вазеха и Стратос Апостолакис.
Играо је за атински АЕК од 1997. године, да би 2001. престао да игра фудбал у Етникос Астерасу.
Вреди споменути да је једини фудбалер који је освојио трофеј у свим финалима грчког купа у којима је играо (укупно седам), шест пута са Панатинаикосом (1988, 1989, 1991, 1991, 1993, 1994, 1995) и једном са АЕК-ом (2000). Са Панатинаикосом је освојио и 4 првенства Грчке (1990, 1991, 1995, 1996) и 3 Супер купа (1988, 1993, 1994).
За репрезентацију Грчке одиграо је 71 утакмицу, у периоду од 1987. до 1998. године, док је 1985. био и члан омладинске репрезентације. Дебитовао је у дресу са државним грбом 16. децембра 1987. против Холандије, у квалификацијама за Европско првенство 1988. Био је у саставу грчке репрезентације на Светском првенству 1994. године, које је одржано у Сједињеним Државама.

## Трофеји
Панатинаикос
- Првенство Грчке: 1990, 1991, 1995, 1996.
- Куп Грчке: 1988, 1989, 1991, 1993, 1994, 1995.
- Суперкуп Грчке: 1988, 1993, 1994.

АЕК
- Куп Грчке: 2000.